# Hermus Vallis
L'Hermus Vallis è una struttura geologica della superficie di Marte.